# Ponte della Costituzione
Ponte della Costituzione (most ustave) je četrti most čez  Canal Grande v Benetkah v Italiji. Zasnoval ga je Santiago Calatrava, leta 2007 pa so ga preselili na mesto (povezuje Stazione di Santa Lucia s Piazzale Roma), sredi protesta politikov in širše javnosti. Most je bil postavljen leta 2008 in odprt za javnost v noči na 11. september 2008. Most je bil znan kot Quarto Ponte sul Canal Grande, preden je bilo uradno ime sprejeto za praznovanje 60. obletnice italijanske ustave leta 2008. Turisti in domačini v Benetkah ga zdaj imenujejo most Calatrava (ital. Ponte di Calatrava).

## Načrtovanje
Junija 1999 je občina Benetke izdelala idejni načrt za četrti most čez Canal Grande. S postopkom javnega natečaja so novembra 1999 naročili Santiagu Calatravi  načrtovanje novega mostu. Calatravin odgovor je bil obokan most z velikim polmerom, ki je bil zasnovan tako, da je bil zgrajen zunaj kraja in v celoti nameščen iz kanala.
 Most stoji na strateški točki, ki povezuje železniško postajo (Stazione Santa Lucia), na severu s Piazzale Roma (točka prihoda mesta z avtomobilom/avtobusom), na južni strani Canala Grande. Most je pomemben tako funkcionalno kot simbolno, saj povezuje prihajajoče obiskovalce v mesto in jih pozdravlja v Benetkah s panoramskim pogledom na Canal Grande.

## Oblikovanje
Calatrava je zasnoval obokani palični most s polmerom 180 metrov, s centralnim lokom, dvema stranskima lokoma in dvema spodnjima lokoma. Nosilci, postavljeni pravokotno na loke, te povezujejo skupaj. Nosilci so sestavljeni iz jeklenih cevi in plošč, ki tvorijo v prerezu zaprte škatle. Stopnišče na mostu je tlakovano s pietra d'Istria, kamnom, ki se tradicionalno uporablja v Benetkah, izmenično s stopnicami iz kaljenega stekla, ki so od spodaj osvetljene s fluorescenčnimi lučmi. Parapet je prav tako iz kaljenega stekla, ki se konča z bronasto ograjo s prikrito osvetlitvijo. Izvajalec, ki je imel nalogo izgradnje brvi, je bil Cignoni. Študije načrtovanja in montaže je izvedla specializirana skupina: profesorja Renato Vitaliani (Univerza v Padovi) in Francesco Colleselli (Univerza Brescia) za geotehnične vidike in temeljne vidike, podjetje Mastropasqua-Zanchin & Associates Structural Engineering za preverjanje jeklenega loka in varjenja, Fagioli Skupina in Giorgio Romaro (Univerza v Padovi) za inštalacijo.
Notranjo strukturo lahko ocenimo, če pogledamo prerez mostu, ki je bil razstavljen zunaj na obali med sedežem Direkcije za železnice in železniško postajo Santa Lucia. Po izdelavi je bil most julija 2007 na svoje mesto premaknjen z veliko baržo.

## Polemika
Most je bil deležen vročih kritik in zamude pri inavguraciji in prekinitve, kar vse je izviralo iz treh glavnih zamer: pomanjkanja dostopa za invalidske vozičke, pomanjkanja njegove potrebe in njegovega modernistično-minimalističnega sloga (domnevno) nezdružljivega z beneško dekorativno srednjeveško arhitekturo.
Ponte di Calatrava ima veliko stopnic, kar pomeni, da se starejši ljudje težko povzpnejo po njem, uporabniki invalidskih vozičkov pa so izključeni iz prehoda. Zaradi trajnih protestov je bil leta 2010 končno nameščen sistem premičnega dvigala, ki spominja na kokon, kar je povzročilo velike stroške, saj ni bil del prvotne zasnove. Uradni proračun za projekt je znašal 6,7 milijona evrov, vendar so se dejanski stroški znatno povečali.
Postavitev novega mostu le 330 m stran od Ponte degli Scalzi se je prav tako izkazala za sporno, saj so razdalje med mostoma Scalzi in Rialto ali med mostoma Rialto in Ponte dell'Accademia veliko daljše in brez druge poti za prečkanje kanala razen vodnega avtobusa (ital. vaporetto) ali traghetta. Prav tako ni stalne povezave med Benetkami in dobro poseljenim otokom Giudecca, čeprav je bil predlagan predor, ki ne bi bil veliko dražji kot most, ki obljublja boljši dostop za turiste in prebivalce.
Aprila 2019 je italijansko računsko sodišče odredilo Benetkam, da razveljavijo dvigalni sistem z utemeljitvijo, da je šlo za drago napako. Razgradnja bo mesto stala najmanj 40.000 evrov. Sodišče je za fiasko obtožilo upravljavce projektov in ne mestne oblasti, s čimer je slednje odprlo pot za sodni postopek proti prvim.